# ماغنوس هال
ماغنوس هال (بالسويدية: Magnus Hall)‏ هو مهندس سويدي، ولد في 1959.